# 가미야쿠노촌
가미야쿠노촌(일본어: 上夜久野村)은 일본 교토부 아마타군에 설치되었던 촌이다. 현재의 후쿠치야마시에 해당한다.

## 역사
- 1889년 4월 1일 - 정촌제 시행에 의해 3촌의 구역을 가지고 성립하였다.
- 1955년 4월 1일 - 구 야쿠노정과 합병해, 새로운 야쿠노정이 성립, 동일 가미야쿠노촌은 페지되었다.

## 교통

### 철도
- 일본국유철도
  - 산인본선

## 참고문헌
- 角川日本地名大辞典 26 京都府